# Bridge (Studio)
Bridge Inc. (jap. 株式会社ブリッジ, Kabushiki-gaisha Burijji) ist eine japanische Filmproduktionsgesellschaft, hauptsächlich für Anime.

## Geschichte
Während der Produktion von Sgt. Frog, wurde 2007 das Studio wurde Bridge von Mitarbeiter der Sunrise gegründet. Nobuhiro Kondo wurde zum Präsidenten des Studios ernannt.

## Produktionen

### Serien
- 2010: Mitsudomoe[2]
- 2011: Mitsudomoe Zōryōchū!
- 2013: Debiru Sabaibā Tsū Ji Animēshon
- 2014: Nobunagun[3]
- 2014–2018: Fairy Tail[4]
- 2016: Seisen Cerberus[5]
- 2016–2019: Shōnen Ashibe
- 2016–2017: Flowering Heart
- 2017: The Royal Tutor[6]
- 2017–2018: Cardfight!! Vanguard
- 2018: Shin: Nanatsu no Taizai[7]
- 2020–2022: Yu-Gi-Oh! Sevens[8]
- 2020: Talentless Nana[9]
- 2021–2022: Shaman King[10]
- 2022: Yu-Gi-Oh! Go Rush!![11]

### OVA/ONA
- 2012: Ichigeki Sacchuu!! Hoihoi-san: Legacy
- 2015: Saint Seiya – Soul of Gold[12]
- 2015: Nihon Animētā Mihon'ichi[13]
- 2018: Nanatsu no Bitoku